# Welykyj Loh
Welykyj Loh (ukrainisch Великий Лог; russisch Великий Лог/Weliki Log) ist eine Siedlung städtischen Typs im Osten der Ukraine mit etwa 600 Einwohnern.

## Geographie
Der Ort liegt im Osten der Oblast Luhansk am Fluss Welyka Kamjanka, etwa 6 Kilometer südlich der Rajonshauptstadt Krasnodon und 37 Kilometer südöstlich der Oblasthauptstadt Luhansk. Welykyj Loh bildet verwaltungstechnisch zusammen mit der Ansiedlung Werchnja Krasnjanka (Верхня Краснянка) eine Siedlungsratsgemeinde.

## Geschichte
Der Ort wurde 1762 gegründet und trug 1925 den Namen Nyschnja Krasnjanka (Лог/Log bedeutet im russischen "lange und breite Schlucht"). 1938 wurde er schließlich zu einer Siedlung städtischen Typs ernannt, seit 1991 ist sie ein Teil der heutigen Ukraine.
Seit Sommer 2014 ist der Ort im Verlauf des Ukrainekrieges durch Separatisten der Volksrepublik Lugansk besetzt.